# Bogdan Pęk
Bogdan Marek Pęk (n. 8 aprilie 1953, Cracovia, Polonia) este un om politic polonez, membru al Parlamentului European în perioada 2004-2009 din partea Poloniei.
1. ↑  Deputații în Parlamentul European